# باشگاه فوتبال پیتربورو یونایتد
باشگاه فوتبال پیتربورو یونایتد (به انگلیسی: Peterborough United Football Club) یک باشگاه فوتبال در شهر پیتربورو، کشور انگلستان است که در سال ۱۹۳۴ میلادی تأسیس شده‌است.